# William E. Odom
Pour les articles homonymes, voir Odom.
William E. Odom, né le 23 juin 1932 et décédé le 30 mai 2008, est un lieutenant général américain ayant été directeur de la NSA entre 1985 à 1988.

## Biographie
Il sort diplômé de West Point en 1954 avant d'obtenir un master et un doctorat à l'université Columbia. Le conseiller à la sécurité nationale Zbigniew Brzeziński l'engage comme assistant militaire en 1977. William Odom occupe le poste de directeur de la NSA de 1985 à 1988, année où il prend sa retraite du service actif. À son poste, il aura plutôt tendance à cultiver le secret et critiquera sans arrêt les « fuites » d'informations sensibles par l'administration américaine, le congrès des États-Unis et Ronald Reagan lui-même. La NSA est mise en cause par les médias pour le scandale de l'Iran Gate (l'affaire Iran-Contra)[réf. souhaitée]. Il termine sa carrière militaire comme lieutenant-général et entame une carrière académique.
En 2005, il milite clairement pour le retrait des troupes américaines d'Irak.